# Louis Diage
Louis Thomas Diage (* 22. Juli 1905 in Illinois; † 9. Oktober 1979 in San Clemente, Kalifornien) war ein US-amerikanischer Szenenbildner beim Film.

## Leben
Louis Diage arbeitete ab 1936 als Szenenbildner zunächst für kleine Filmstudios. 1943 ergatterte er einen Vertrag bei Columbia Pictures. Bis Anfang der 1960er Jahre wirkte er bei mehr als 80 Spielfilmen mit. Besonders häufig arbeitete er bei Columbia mit Regisseur Richard Quine zusammen. Dreimal wurde er mit anderen Szenenbildnern für den Oscar in der Kategorie Bestes Szenenbild nominiert, unter anderem für Pal Joey (1957) mit Frank Sinatra und Rita Hayworth sowie für Meine Braut ist übersinnlich (1958) mit James Stewart und Kim Novak. Ab 1954 arbeitete Diage auch für das US-amerikanische Fernsehen, so z. B. für die Serien Verliebt in eine Hexe (1964–1967) und Bezaubernde Jeannie (1965–1969). Er starb 1979 im Alter von 74 Jahren in San Clemente, Kalifornien.

## Filmografie (Auswahl)
- 1945: Over 21 – Regie: Charles Vidor
- 1946: Der Jazzsänger (The Jolson Story) – Regie: Alfred E. Green
- 1947: Blondie’s Big Moment – Regie: Abby Berlin
- 1947: Späte Sühne (Dead Reckoning) – Regie: John Cromwell
- 1947: Fuzzy, Räuber und Banditen (Law of the Lash) – Regie: Ray Taylor
- 1948: Dieser verrückte Mr. Johns! (The Fuller Brush Man) – Regie: S. Sylvan Simon
- 1948: Blondie’s Secret – Regie: Edward Bernds
- 1949: Wir waren uns fremd (We Were Strangers) – Regie: John Huston
- 1949: Der Mann, der herrschen wollte (All the King’s Men) – Regie: Robert Rossen
- 1949: Zwei Männer und drei Babies (And Baby Makes Three) – Regie: Henry Levin
- 1949: Unerschütterliche Liebe (Shockproof) – Regie: Douglas Sirk
- 1950: Mein Glück in deine Hände (No Sad Songs for Me) – Regie: Rudolph Maté
- 1950: Die Männerfeindin (A Woman of Distinction) – Regie: Edward Buzzell
- 1951: Zwei von einer Sorte (Two of a Kind) – Regie: Henry Levin
- 1951: Strandräuber in Florida (The Barefoot Mailman) – Regie: Earl McEvoy
- 1951: Frauenraub in Marokko (Ten Tall Men) – Regie: Willis Goldbeck
- 1952: Hyänen der Unterwelt (Loan Shark) – Regie: Seymour Friedman
- 1953: Bis zur letzten Kugel (The Nebraskan) – Regie: Fred F. Sears
- 1953: Fegefeuer (Miss Sadie Thompson) – Regie: Curtis Bernhardt
- 1953: Der Wilde (The Wild One) – Regie: László Benedek
- 1955: Rauhe Gesellen (The Violent Men) – Regie: Rudolph Maté
- 1955: Ehe in Fesseln (Queen Bee) – Regie: Ranald MacDougall
- 1956: Der Mann ohne Furcht (Jubal) – Regie: Delmer Daves
- 1956: Die Frau im goldenen Cadillac (The Solid Gold Cadillac) – Regie: Richard Quine
- 1956: Alle Sehnsucht dieser Welt (Full of Life) – Regie: Richard Quine
- 1957: Pal Joey – Regie: George Sidney
- 1958: Der Henker ist unterwegs (The Lineup) – Regie: Don Siegel
- 1958: Meine Braut ist übersinnlich (Bell, Book and Candle) – Regie: Richard Quine
- 1959: Auf heißer Fährte (Face of a Fugitive) – Regie: Paul Wendkos
- 1959: Mit mir nicht, meine Herren (It Happened to Jane) – Regie: Richard Quine
- 1960: Fremde, wenn wir uns begegnen (Strangers When We Meet) – Regie: Richard Quine
- 1961: Ein Fleck in der Sonne (A Raisin in the Sun) – Regie: Daniel Petrie
- 1961: Der Teufel kommt um vier (The Devil at 4 O’Clock) – Regie: Mervyn LeRoy
- 1962: Noch Zimmer frei (The Notorious Landlady) – Regie: Richard Quine
- 1964–1967: Verliebt in eine Hexe (Bewitched) (TV-Serie, 13 Folgen)
- 1965–1969: Bezaubernde Jeannie (I Dream of Jeannie) (TV-Serie, 33 Folgen)

## Auszeichnungen
- 1957: Oscar-Nominierung in der Kategorie Bestes Szenenbild für Die Frau im goldenen Cadillac (zusammen mit Ross Bellah, William Kiernan)
- 1958: Oscar-Nominierung in der Kategorie Bestes Szenenbild für Pal Joey (zusammen mit Walter Holscher, William Kiernan)
- 1959: Oscar-Nominierung in der Kategorie Bestes Szenenbild für Meine Braut ist übersinnlich (zusammen mit Cary Odell)